# Federazione di rugby a 15 del Venezuela
La Federazione Rugby XV del Venezuela (in spagnolo Federación Venezolana de Rugby) è l'organo che governa il Rugby a 15 in Venezuela.
Affiliata all'World Rugby, è inclusa fra le nazionali di terzo livello senza esperienze di Coppa del Mondo.